# Symphysodontella
Symphysodontella là một chi rêu trong họ Pterobryaceae.